# Manon Disbeaux
Manon Disbeaux (Tolosa, 15 settembre 2000) è una nuotatrice artistica francese.

## Palmarès
- Europei

Roma 2022: bronzo nel team highlights
- Giochi europei

Cracovia 2023: oro nella routine acrobatica